# Saatchi & Saatchi

Het logo van Saatchi & Saatchi

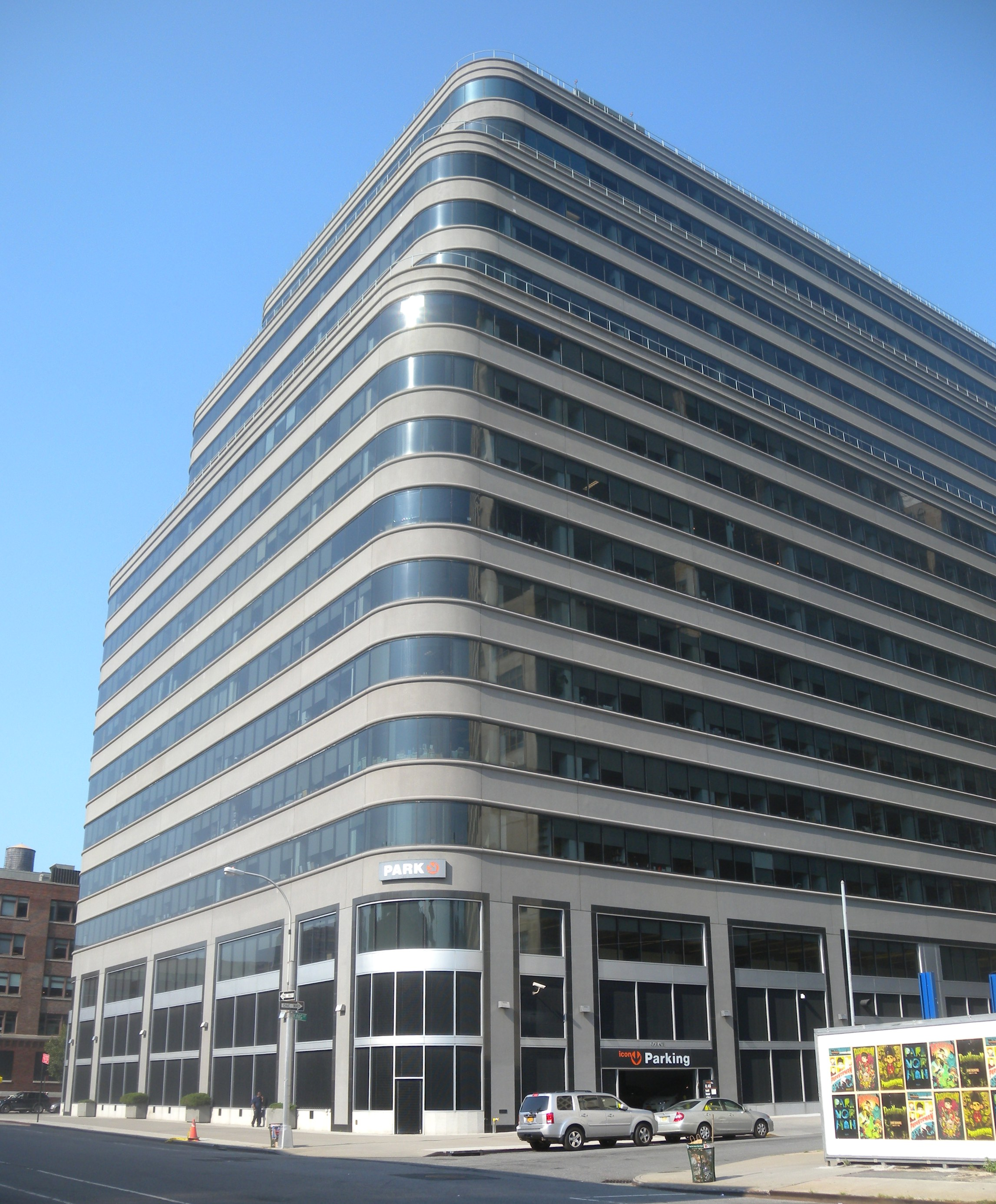
Hoofdkantoor

Saatchi & Saatchi is een Brits reclamebureau van de broers Charles Saatchi en Maurice Saatchi. Het heeft vestigingen in 86 landen.

## Geschiedenis
Saatchi & Saatchi werd opgericht te Londen in 1970 als de opvolger van de firma Cramer Saatchi nadat Ross Cramer uit de firma van 1967 stapte. Het bedrijf groeide sterk door verschillende overnames tussen 1972 en 1987.
Na een mislukte overnamepoging in 1987 zakte de koers van het aandeel sterk. Hierdoor moesten tussen 1989 en 1993 zevenduizend mensen ontslagen worden. Opeenvolgende bestuursvoorzitters, waaronder Robert Louis-Dreyfus en Charles Scott, probeerden door herstructurering en besparingen de firma weer financieel gezond te maken.
In december 1994 werd Maurice Saatchi als voorzitter door de raad van bestuur afgezet. Maurice Saatchi startte een eigen bedrijf, M&C Saatchi. Om verwarring tegen te gaan wijzigde Saatchi & Saatchi de naam in "Cordiant". Later werd Cordiant gesplitst en haalde men de oude naam weer boven. "Cordiant Communications Group" en "Saatchi & Saatchi".
Sinds 1997 staat het hoofdkwartier in New York.
In 2000 ging Saatchi & Saatchi over in de Franse firma Publicis Groupe met behoud van de merknaam en hun netwerk. Binnen Publicis Groupe is Saatchi & Saatchi een van de drie globale reclamenetwerken naast Leo Burnett Worldwide en Publicis Worldwide.